# 滝沢双
滝沢 双（たきざわ そう、1949年4月7日 - ）は、日本の元俳優。本名、森永 昇一。別名義、森永 双。
京都府出身。関西学院大学卒業。

## 人物
東宝演劇部出身。1970年代から1980年代初頭まで、東映作品を中心に、映画やテレビドラマに出演。
1976年には、特撮テレビドラマ『アクマイザー3』（NET）において、主人公・ザビタンが変身した青年・南雲健二役で第17話よりレギュラー出演した。

## 出演

### テレビドラマ
- ライオン奥様劇場 / 愛あればこそ（1973年、CX） - 角田刑事 ※森永双名義
- 特別機動捜査隊 （NET） 
  - 第651話「姿なき脅迫者」（1974年） -　実 ※森永双名義
  - 第795話「愛の終着駅」（1977年） - 矢野
- Gメン'75 （TBS）
  - 第15話「密輸死体」（1975年）
  - 第191話「女子大寮の裏窓」（1979年）
  - 第282話「肉体のない女が呼んでいる」（1980年）
- アクマイザー3 第17話「なぜだ?! もう一人のザビタン」 - 第36話「なぜだ?! のみこまれたガブラッチョ」（1976年、NET） - 南雲健二
- 破れ奉行 第5話「暗黒街の紅い花」（1977年、ANB） - 高井
- 特捜最前線 （ANB）
  - 第14話「過去を撃つ女」（1977年）
  - 第105話「さようなら高杉刑事!」（1979年）
- 冒険ファミリー ここは惑星0番地 第1話「不時着した宇宙船」（1977年、ANB） - 副操縦士
- 華麗なる刑事 第19話「ロックンローラーは狼の匂い」（1977年、CX） - 巡査
- 消えた巨人軍 第三回（1978年、NTV） - レンタカー会社社員
- 横溝正史シリーズ / 迷路荘の惨劇（1978年、MBS） - 尾形静馬
- 大江戸捜査網（東京12ch）
  - 第366話「十手は囮の免許状」（1978年）
  - 第377話「罪なき必死の逃亡者」（1979年）
  - 第422話「少年が明かす炎の殺人集団」（1979年）
- 大都会 PARTII 第47話「逃亡の果て」（1978年、NTV） - 木村
- 柳生一族の陰謀 第8話「女豹の肌」（1978年、ANB） - 相漠次郎
- 姿三四郎 第9話「慕情」（1979年、NTV）
- 半七捕物帳 第25話「十五夜御用心」（1979年、ANB）
- 大都会 PARTIII 第47話「脅迫者を消せ」（1979年、NTV）
- 探偵物語 第5話「夜汽車で来たあいつ」（1979年、NTV） - ペペルモコ従業員
- 西部警察（ANB）
  - 第3話「白昼の誘拐」（1979年）
  - 第35話「ゲーム・イズ・オーバー」（1980年） - 田山
  - 第49話「俺だけの天使」（1980年） - 三浦あきら
- ザ・スーパーガール  第36話「夜の女子寮 狙われたチアガール」（1979年、12ch）
- 江戸の牙 第13話「悲哀 北から来た男」（1979年、ANB）
- 大捜査線 第10話「誘拐」（1980年、CX） - 木村運転手
- 服部半蔵 影の軍団 第6話「夜霧の港に消えた女」（1980年、KTV） - 源次
- 大激闘マッドポリス'80 第11話「爆殺マシーン」（1980年、NTV）
- 黄金の犬 第6話（1980年、NTV）
- 桃太郎侍 第210話「悲願! 仲人百組目」（1980年、NTV） - 福助
- 木曜ゴールデンドラマ / 名馬ヒカリよ、大地をとべ!（1981年、YTV） - 担任教師

### 映画
- 新幹線大爆破（1975年、東映） - ひかり109号専務車掌・河村
- 実録三億円事件 時効成立（1975年、東映） - 青野刑事
- 恐竜・怪鳥の伝説（1977年、東映） - 島本二郎
- 野性の証明（1978年、東映） - 刑事